# Reflejo gastrocólico
El reflejo gastrocólico o respuesta gastrocólica es un reflejo fisiológico que se produce en ciertos animales, incluyendo el ser humano, cuando los alimentos (sólidos y/o líquidos) llegan a un estómago vacío, provocando movimientos peristálticos en el tracto gastrointestinal (especialmente el colon). Este reflejo es el responsable del aumento de la necesidad de defecar que se produce a veces después de la ingestión.

## Mecanismo
Más que de un reflejo en el sentido habitual se trata de un reflejo neuro-hormonal. Un cierto número de neuropéptidos han sido propuestos como mediadores del reflejo, incluyendo la gastrina (aunque algunos autores niegan su influencia), la serotonina, la neurotensina y la colecistoquinina.

## Fases del reflejo
En este reflejo existe una fase cefálica discutida por algunos, y está dada por estímulos visuales y olfativos, al percibir la comida. El desencadenante principal es la distensión del estómago provocada por la llegada de alimentos o líquidos. El reflejo puede ser provocado por el suministro rápido de fluidos, por vía de sonda nasogástrica. Influye la composición y sobre todo la cantidad de grasas presentes en el quimo.

## Trastornos asociados

### Niños
En los tres o cuatro primeros meses de vida, el reflejo gastrocólico puede exacerbarse en ciertas ocasiones, debido a una inmadurez vagal, produciendo dolor abdominal de tipo cólico durante las tomas o justo después de ellas. En estos niños se pueden producir borborigmos abdominales tras el comienzo de la ingesta, así como expulsión de heces y dolor, que obligan a detener la toma. En otras ocasiones, el niño afectado hará esfuerzos de defecación justo después de mamar, encogiendo las piernas, llorando y agitándose a causa del dolor de los cólicos.

### Adultos
Con la edad, este reflejo desaparece generalmente.
En la edad adulta, la existencia de una respuesta motora colónica exagerada puede ser un síntoma del síndrome del intestino irritable. Los mecanismos involucrados en esta hiperreactividad motora parecen estar relacionados con el funcionamiento de las interrelaciones entre el sistema nervioso entérico y las fibras musculares lisas del tubo digestivo.

## Tratamiento de la hiperreflexia

### Niños
Se favorecerá la lactancia materna y, en niños que sigan una alimentación artificial, los preparados alimenticios fáciles de digerir. Los medicamentos, si son necesarios, se utilizarán siempre bajo supervisión médica y de manera moderada.